# Kazimierz Pelczar
Kazimierz Pelczar (ur. 2 sierpnia 1894 w Truskawcu, zm. 17 września 1943 w Ponarach) – polski lekarz, naukowiec, onkolog, profesor Uniwersytetu Stefana Batorego w Wilnie, prekursor onkologii w Polsce. Autor ponad 85 prac naukowych z zakresu różnych dziedzin medycyny i założyciel pierwszego w przedwojennej Polsce centrum onkologii – Miejskiego Zakładu Badawczo-Leczniczego Wileńskiego Komitetu do Zwalczania Raka w Wilnie.

## Młodość
W latach 1912–1914 studiował medycynę na Uniwersytecie Jagiellońskim w Krakowie. W czasie I wojny światowej został powołany do armii austro-węgierskiej, został wzięty do niewoli przez armię rosyjską w 1915. Wkrótce dołączył do Czerwonego Krzyża.
Po I wojnie światowej wstąpił do armii polskiej i służył jako lekarz Dywizji Syberyjskiej, w okresie 1918–1920. W 1920 powrócił do niepodległej Polski, gdzie dalej służył w wojsku jako lekarz. Brał m.in. udział w bitwie warszawskiej, jako lekarz wojskowy. Po zakończeniu wojny, kontynuował od stycznia 1921 roku studia medyczne na Uniwersytecie Jagiellońskim, uzyskując doktorat w październiku 1925 roku.

## Praca naukowa
Przez następne 5 lat pracował w Collegium Medicum w Krakowie jako starszy asystent, pogłębiając swoją wiedzę w różnych zakładach naukowych, gdzie prowadził badania nad nowotworami. W zakładzie chemii lekarskiej u prof. Leona Marchlewskiego studiował przemianę materii. Jego zainteresowania naukowe skupiały się jednak na zagadnieniach onkologicznych. W latach 1927–1928 uzyskał państwowe stypendium i wyjechał na studia do Berlina, gdzie pod kierownictwem profesora H. Aulera specjalizował się w hematologii i przeszczepianiu tkanek nowotworowych i hodowli ich poza ustrojem. W 1928 roku w Instytucie Pasteura w Paryżu studiował biologię nowotworów złośliwych, a pod kierunkiem prof. C’ Regaud w Instytucie Radowym w Paryżu, zajmował się badaniami nad odpornością w chorobach nowotworowych. Za granicą ogłosił 3 prace naukowe, z czego dwie – razem z prof. H. Aulerem z Berlina.
W 1929 uzyskał habilitację. W 1930 został zaproszony przez Uniwersytet Stefana Batorego w Wilnie, gdzie w listopadzie tego roku został mianowany profesorem nadzwyczajnym i kierował Katedrą Patologii Ogólnej Wydziału Medycznego USB (1930–1939), oraz Wydziałem Bakteriologii USB (1935–1937). Sprawował też funkcję dziekana Wydziału Medycznego uczelni w latach 1937–1938 i zastępcy dziekana w latach następnych. Pod jego kierownictwem Wydział Medycyny Uniwersytetu im. Stefana Batorego rozwinął się, wydając wiele ważnych publikacji naukowych i kształcąc studentów którzy zostali później znanymi lekarzami i pracownikami uczelni wyższych (m.in. Jerzy Olszewski – badacz i profesor uniwersytetu w Toronto, Mikołaj Beklemiszew – członek Moskiewskiej Akademii Nauk, czy Jerzy Sztachelski – polski Minister Zdrowia). W 1936 zorganizował 4. Międzynarodowy Kongres Walki z Rakiem w Wilnie.
W okresie międzywojennym Kazimierz Pelczar był aktywnym uczestnikiem życia społecznego i naukowego w kraju i za granicą, sprawował funkcję prezesa Wileńsko-Nowogródzkiej Izby Lekarskiej, Towarzystwa Przyrodników im. Mikołaja Kopernika w Wilnie, był członkiem Unii Międzynarodowej do Walki z Nowotworami w Paryżu. Udzielał się także w Towarzystwie Przyjaciół Nauk w Wilnie oraz Towarzystwie Dobroczynności. Biegle władał kilkoma językami obcymi, co pozwoliło mu na swobodny udział w międzynarodowych konferencjach medycznych w Anglii, Niemczech, Włoszech, Hiszpanii, gdzie wygłaszał referaty naukowe. Często jego artykuły nagłaśniane były przez radio i prasę krajową.
W okresie tym oprócz zagadnień dotyczących nowotworów, zajmował się również problematyką chorób gośćcowych, dusznicy bolesnej, gruźlicy oraz cukrzycy. W tym celu eksperymentował z nowymi lekami o działaniu m.in. antynowotworowym – heparyną, kefaliną (alkaloidem ipekakuany) oraz hubą brzozową (zawierającą przeciwrakowy interferon). Zastrzyki z kefaliny na zlecenie Pelczara produkowano w Berlinie w zakładach Chemische Grünau Fabrik, a ampułki z lekiem były opatrzone napisem Nach K. Pelczar (pol. według [receptury] K. Pelczara). Praktyczne zastosowanie powyższych terapii na szerszą skalę, umożliwiła Pelczarowi nowa placówka medyczna, którą sam założył w grudniu 1931 – Zakład Leczniczo-Badawczy dla Chorych na Nowotwory przy ul. Połockiej 6 w Wilnie (istniejący do dziś). W latach 30. zakład zdołał pozyskać do leczenia nowotworów promieniotwórczy rad. Pelczar osobiście angażował się w pracę w zakładzie, równolegle jako organizator, lekarz oraz opiekun chorych.

## Koniec lat 30.
W listopadzie 1937 roku był poważnie ranny w wyniku katastrofy samolotu pasażerskiego pod Piasecznem. Przez jakiś czas leżał w szpitalu w Warszawie.

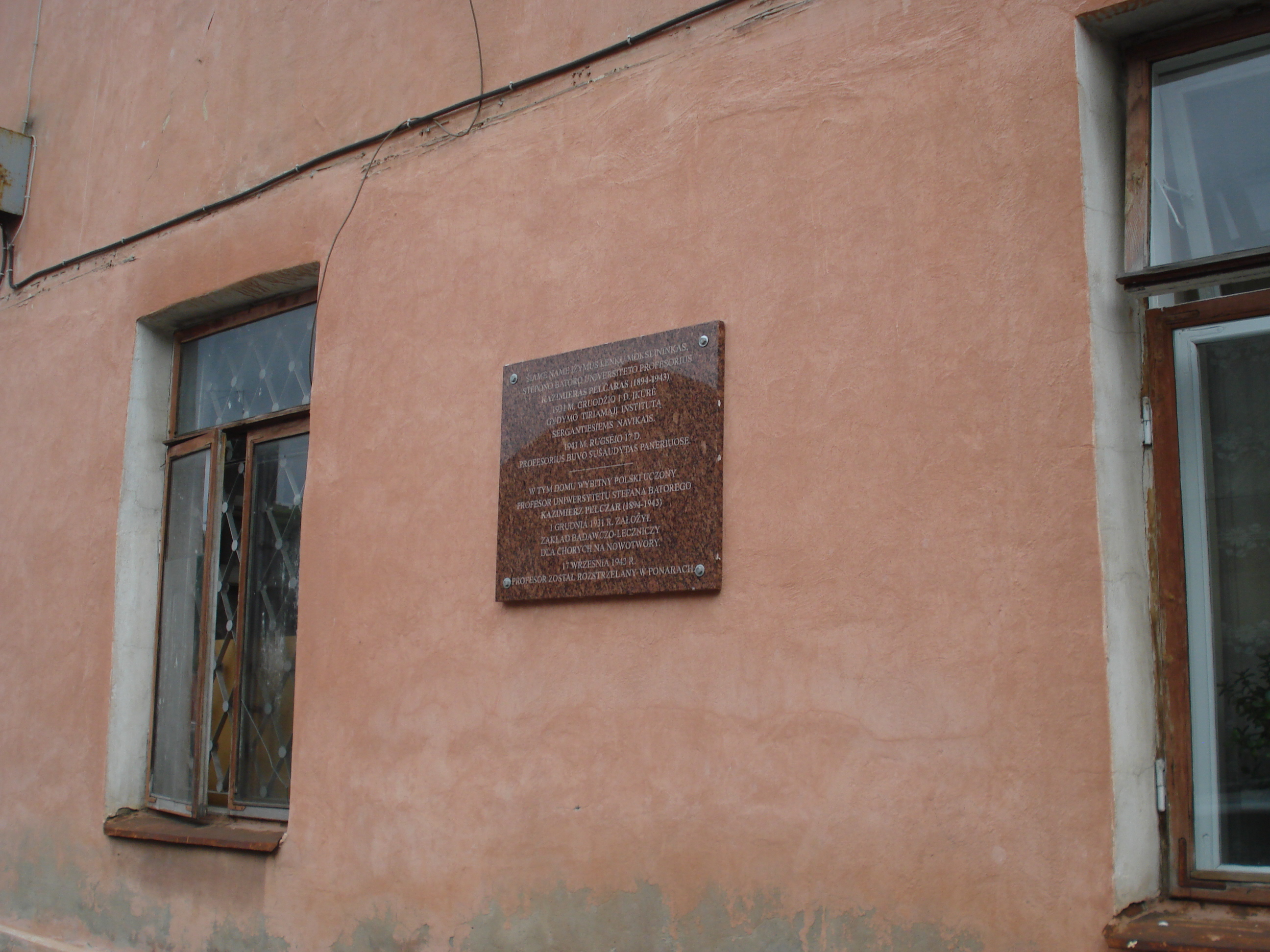
Tablica pamiątkowa w Wilnie

Po wybuchu wojny, we wrześniu 1939, zorganizował w Wilnie, pomoc dla kilkudziesięciu tysięcy uchodźców z terenów okupowanych przez Niemcy hitlerowskie i Rosję sowiecką – utworzył Polski Komitet Pomocy Ofiarom Wojny. Równolegle stanął na czele Sekcji Polskiej Międzynarodowego Czerwonego Krzyża, jego autorytet umożliwił pozyskanie międzynarodowej pomocy od różnych instytucji i fundacji dobroczynnych. Akcja pomocy trwała od listopada 1939 do maja 1940, kiedy została utworzona Sekcja Uchodźców Polskich w ramach Litewskiego Czerwonego Krzyża, która przejęła większość funkcji Polskiego Komitetu Pomocy Ofiarom Wojny.
Podobnie, jak i w 1939 roku, kiedy miał propozycje objęcia placówki naukowej w Rzymie, na wiosnę 1940 roku otrzymał propozycję objęcia katedry fizjopatologii w Londynie, zapraszany był również na pobyt stały do Nowego Jorku – z propozycji tych nie skorzystał, decydując się pozostać w Wilnie.

## Tragiczna śmierć

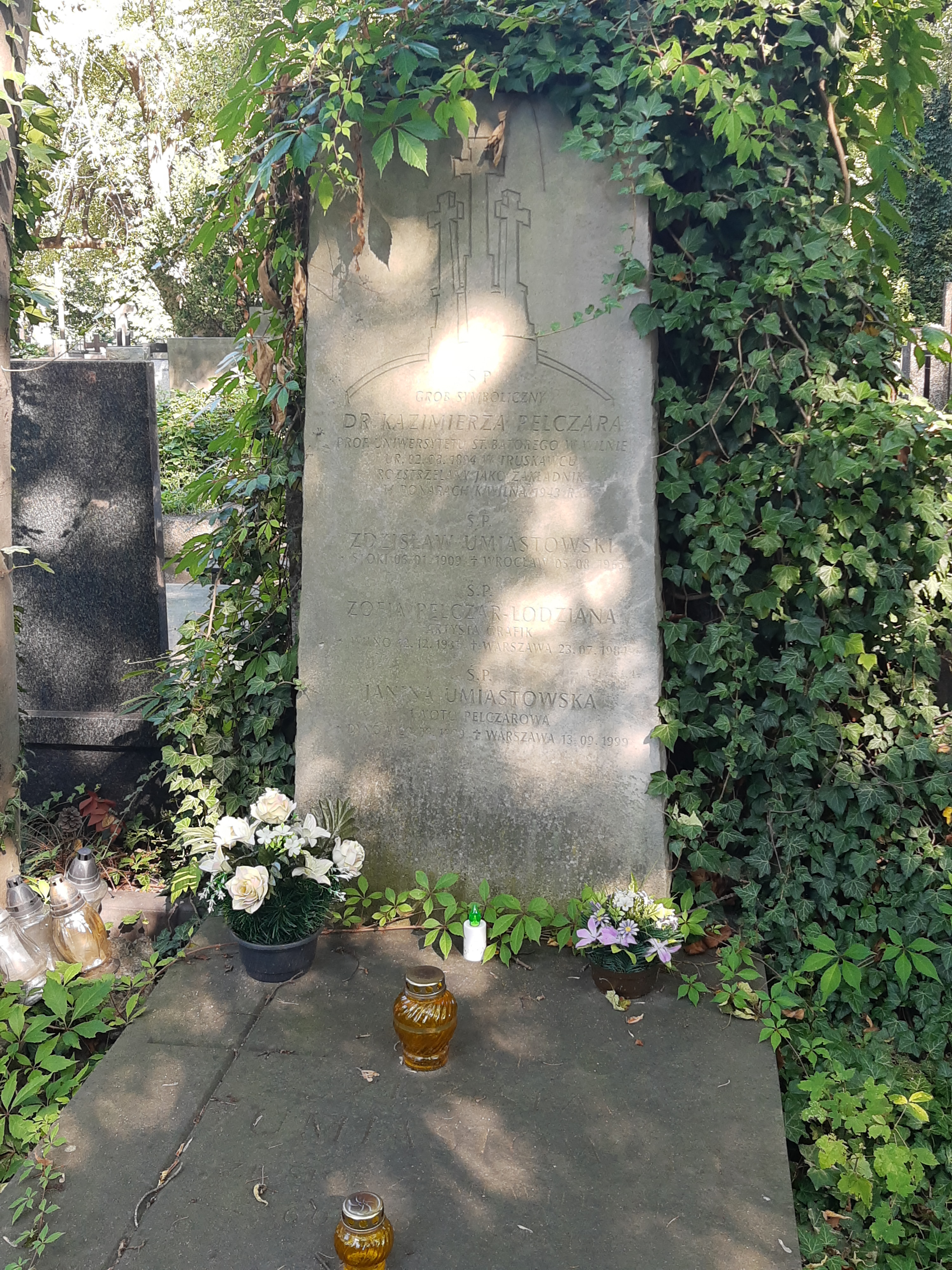
Grób symboliczny prof. Kazimierza Pelczara na cmentarzu Powązkowskim

W latach okupacji niemieckiej w Polsce został aresztowany w nocy z 16 na 17 września 1943 w Wilnie jako jeden ze stu zakładników w sprawie wykonania przez ruch oporu wyroku śmierci na funkcjonariuszu litewskiej policji bezpieczeństwa Saugumy i agencie Gestapo, Marianasie Padabasie. Kazimierz Pelczar został następnego dnia rozstrzelany wraz z 10 innymi Polakami, m.in. z profesorem prawa USB Mieczysławem Witoldem Gutkowskim w egzekucji masowej w Ponarach pod Wilnem.
Wcześniejsze interwencje rodziny u władz niemieckich nie przyniosły oczekiwanego rezultatu, telefonicznie zawiadomiony o fakcie aresztowania Pelczara Berlin, zdecydował się wydać rozkaz jego natychmiastowego zwolnienia – jednak egzekucja nastąpiła kilka godzin wcześniej.
Według niektórych relacji (zob. wspomnienia Tadeusza Czeżowskiego), Kazimierz Pelczar został rozstrzelany przez Litwinów w podziemiach budynku Saugumy.
Jego groby symboliczne znajdują się na cmentarzu Powązkowskim w Warszawie (kwatera 155b-4-15) i cmentarzu Rakowickim w Krakowie (Grób Gawrońskich i Pelczarów - pas AB-płd).

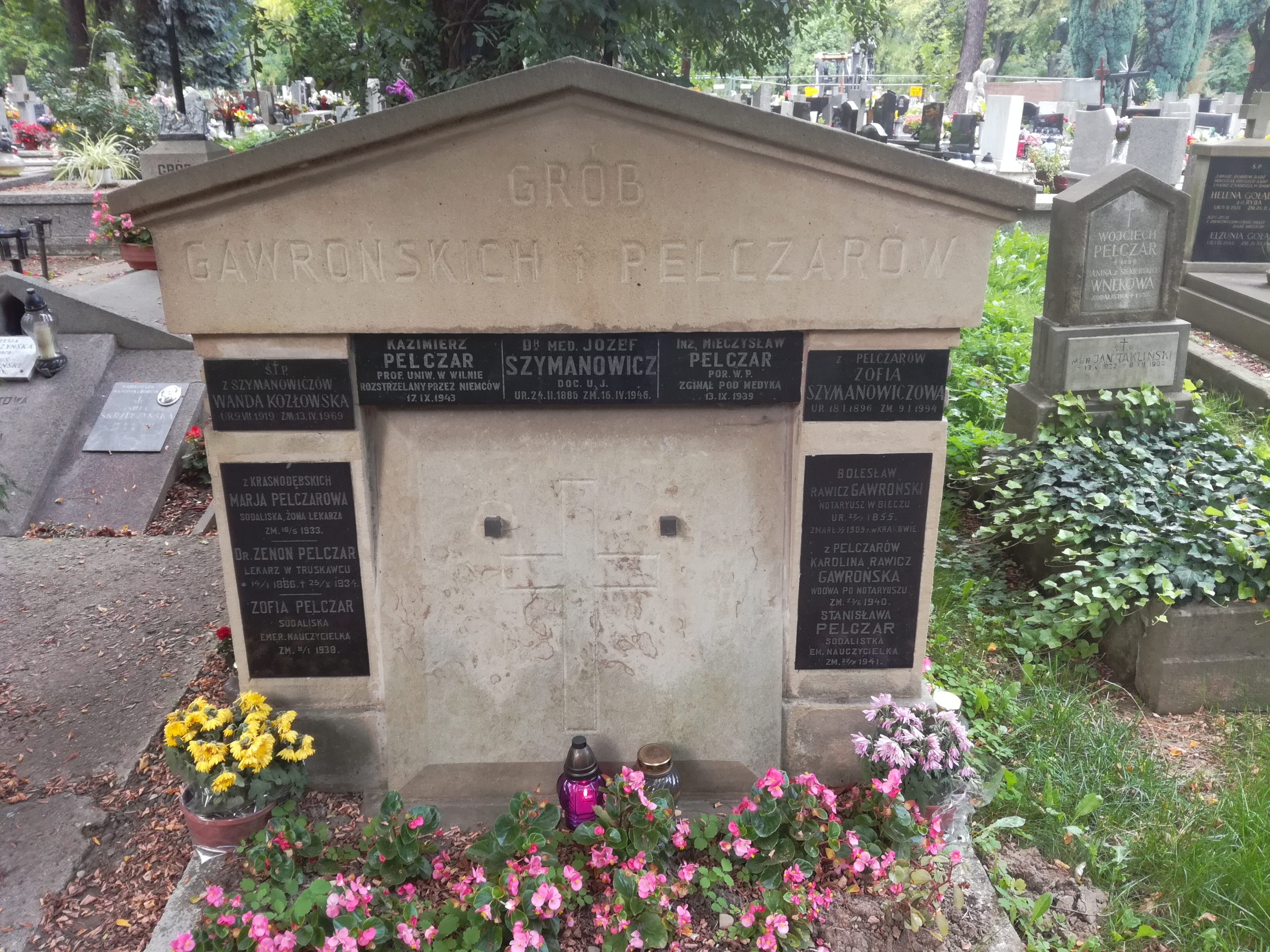
Grób symboliczny prof. Kazimierza Pelczara na Cmentarzu Rakowickim

## Ordery i odznaczenia
- Krzyż Niepodległości (7 lipca 1931)[4]
- Złoty Krzyż Zasługi (dwukrotnie: 11 listopada 1936[5], 22 kwietnia 1939[6])

## Upamiętnienie
- W 2018 jego imieniem nazwano rondo znajdujące się w pobliżu Narodowego Instytutu Onkologii im. Marii Skłodowskiej-Curie – Państwowego Instytutu Badawczego w Warszawie[7].